# Iliești (Fehér megye)
Iliești falu Romániában, Erdélyben, Fehér megyében.

## Fekvése
Havasgyógy körül fekvő település.

## Története
Ilieşti korábban Havasgyógy része volt, 1956 körül vált külön 146 lakossal.
1966-ban 100 lakosából 99 román, 1 szlovák volt. 1977-ben 58 román lakosa volt, 1992-ben 31 lakosából 30 román, 1 magyar, 2002-ben 20 lakosából 19 román, 1 magyar volt.